# エシハ
エシハ（スペイン語: Écija）は、スペイン・アンダルシア州セビリア県のムニシピオ（基礎自治体）。コマルカ（郡）としてはシエラ・スール・デ・セビリアに属する。ローマ帝国の属州だったヒスパニア・バエティカの中心都市のひとつであり、かつては司教座がおかれていた。

## 地理

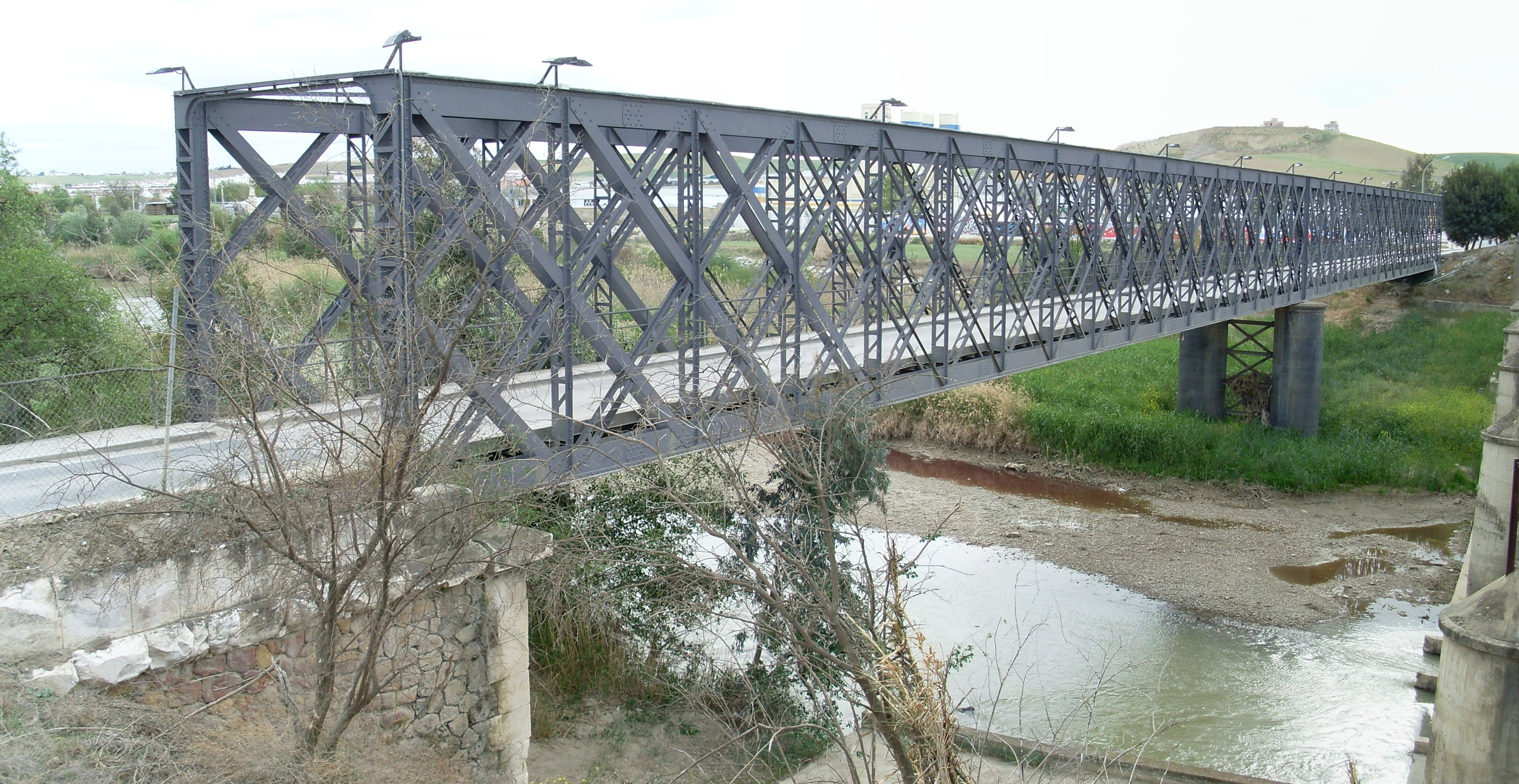
ヘニル川を渡る鉄道橋

アンダルシア州の州都セビリアから85km東の田園地帯にある。自治体域は広大な盆地に広がっているため、山の斜面などの急勾配が顕著に少ない。自治体の総面積978km2のうち480km2は3度以下の勾配であり、498km2は3度-7度の勾配である。グアダルキビール川の支流であるヘニル川が市街地中心部を流れている。エシハの夏季の降水量はほぼないに等しいが、雪解け水が流れるために河床が乾燥することはない。雨季にはヘニル川の流量が増す。
経済の中心は、オリーブ・穀物・野菜などの農業、牛や馬などの牧畜、繊維産業である。石鹸、オリーブオイル、チョコレートなどを生産しており、繊維製品、皮革製品、セラミック製品などを製造している。
20以上の教会や修道院があり、その建築様式はゴシック様式、ムデハル様式、ルネサンス様式、バロック様式、アラブ様式など様々である。
フィリピンのルソン島にあるヌエヴァ・エシハ州はアンダルシアのエシハから命名された。ファウスト・クルサット・イ・ゴンゴラ（1690年-1701年）によって前哨基地としてヌエヴァ・エシハが設置され、1801年4月25日にヌエヴァ・エシハ県となった。1896年には一時的にヌエヴァ・エシハ市となっている。

### 地区
中心地のエシハ地区に加えて8つの集落が自治体を構成している。
エシハの地区一覧（人口は2009年）
- エシハ : 38,444人
- ラ・アセニュエラ : 67人
- ロス・アレナレス : 89人
- セッロ・ペレア : 832人
- イスラ・デ・ビカリオ : 159人
- イスラ・レドンダ : 363人
- ナバラグルーリャ : 188人
- サン・アントン : 83人
- ビリャヌエバ・デル・レイ : 190人

### 気候

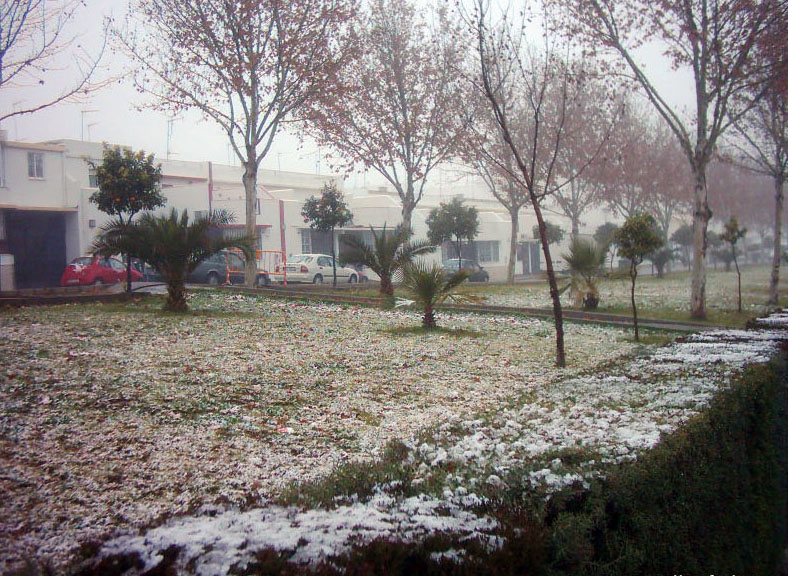
珍しく雪が降ったエシハ（2006年1月29日）

エシハは大陸型の地中海性気候である。降水量は不規則であり、6月から8月の夏季がもっとも少なく、秋季と春季がもっとも多くなる。2010年12月には深刻な洪水に見舞われ、特に12月6日の豪雨では大きな被害が出た。年降水量は400mm-500mmであるが、2010年には1,075.8mmを記録した。年平均湿度は61%であり、年平均風速は1.8m/秒である。
ヘニル川が形成する盆地に位置するため、夏季は常に暑く乾燥する。7月と8月には最高気温が平均して摂氏37度となり、摂氏40度を超える日も珍しくない。冬季の最低気温は摂氏5度以下となり、湿度も高い。盆地にあるために冬季には頻繁に霜が降り、暖気より重い冷気が市街地にたまる。降雪は稀であり、近年では2006年1月29日と2010年1月10日に記録したのみである。
1966年7月には最高気温が摂氏48度に達した。1959年7月9日にはフランスのフィガロ紙がエシハの最高気温を摂氏49度と報じ、1959年7月10日にはフィガロ紙の記事に基づいてスペインのABC紙もこの記録を報じているが、この記録が確かなものであるのか議論がなされている。スペインにおける最高気温記録を有しているため、エシハはスペインで「アンダルシアのフライパン」と呼ばれる。
エシハの歴代最低気温記録は、2005年1月28日に観測した摂氏マイナス9.1度である。2010年12月には洪水に見舞われた。
| エシハの気候                       | エシハの気候 | エシハの気候 | エシハの気候 | エシハの気候 | エシハの気候 | エシハの気候 | エシハの気候 | エシハの気候 | エシハの気候 | エシハの気候 | エシハの気候 | エシハの気候 | エシハの気候   |
| 月                                 | 1月          | 2月          | 3月          | 4月          | 5月          | 6月          | 7月          | 8月          | 9月          | 10月         | 11月         | 12月         | 年             |
| ---------------------------------- | ------------ | ------------ | ------------ | ------------ | ------------ | ------------ | ------------ | ------------ | ------------ | ------------ | ------------ | ------------ | -------------- |
| 平均最高気温 °C （°F）             | 14.9 (58.8)  | 16.5 (61.7)  | 19.7 (67.5)  | 22.7 (72.9)  | 27.0 (80.6)  | 33.4 (92.1)  | 36.9 (98.4)  | 36.6 (97.9)  | 31.3 (88.3)  | 25.4 (77.7)  | 19.0 (66.2)  | 15.2 (59.4)  | 25.0 (77)      |
| 日平均気温 °C （°F）               | 9.2 (48.6)   | 10.6 (51.1)  | 13.1 (55.6)  | 15.5 (59.9)  | 19.3 (66.7)  | 24.7 (76.5)  | 27.6 (81.7)  | 27.9 (82.2)  | 14.1 (57.4)  | 19.1 (66.4)  | 13.0 (55.4)  | 10.0 (50)    | 17.9 (64.2)    |
| 平均最低気温 °C （°F）             | 3.4 (38.1)   | 4.7 (40.5)   | 6.6 (43.9)   | 8.4 (47.1)   | 11.5 (52.7)  | 16.0 (60.8)  | 18.3 (64.9)  | 19.2 (66.6)  | 16.8 (62.2)  | 12.8 (55)    | 6.9 (44.4)   | 4.8 (40.6)   | 10.9 (51.6)    |
| 降水量 mm （inch）                 | 49.7 (1.957) | 74.0 (2.913) | 63.9 (2.516) | 45.2 (1.78)  | 43.0 (1.693) | 5.1 (0.201)  | 0.2 (0.008)  | 5.6 (0.22)   | 28.2 (1.11)  | 75.0 (2.953) | 52.9 (2.083) | 96.4 (3.795) | 539.2 (21.228) |
| 出典：アンダルシア州政府農業水産省 |              |              |              |              |              |              |              |              |              |              |              |              |                |

### 人口
2010年1月1日時点の登録人口は40,534人であり、49.33%の19,996人が男性、50.67%の20,538人が女性だった。1960年頃のエシハの人口は50,000人に迫っていたが、他地域への人口転出によって、1970年代初頭には36,000人をわずかに上回るまでに減少した。2015年の国勢調査による人口は42,320人であり、セビリア県ではセビリア、ドス・エルマーナス、アルカラ・デ・グアダイーラ、ウトレーラ、マイレーナ・デル・アルハラーフェに次いで6番目だった。
2010年には全住民の3.38%に相当する1,370人が外国籍だったが、これはスペイン平均の12.22%を大きく下回っている。出身地別ではルーマニアが595人、ブルガリアが145人、コロンビアが129人、中国が63人、モロッコが54人の順だった。
| エシハの人口推移 1842－2010                             |
|                                                         |
| 出典:INE（スペイン国立統計局）1900年 - 1991年、1996年 - |

## 歴史

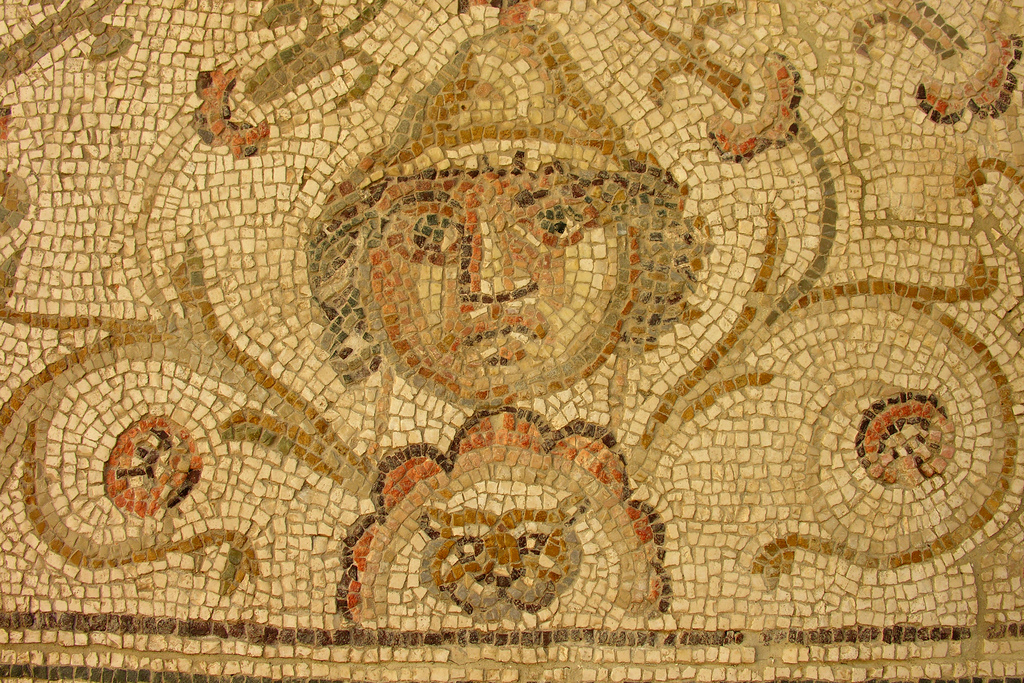
古代ローマ時代のモザイク

古代ギリシアや古代ローマの時代、この地域にはアスティギ(Astigi)という名の街があった。グナエウス・ポンペイウスとガイウス・ユリウス・カエサルが争ったローマ内戦では、紀元前45年にムンダ（現・オスナ）でムンダの戦いが起こり、アスティギはカエサルの側に付いた。その見返りとしてカエサルはアスティギの要塞化と再設立を命じている。
オクタウィアヌス（後のアウグストゥス）の治世、この植民市はカエサルの建設計画に従って強化され、アスティギターナ(Astigitana)に改称された。アスティギはヒスパニア・バエティカに4つある区のひとつの中心都市であり、残りの3つにはコルドバ、イスパリス（セビリア）、ガデス（カディス）があった。

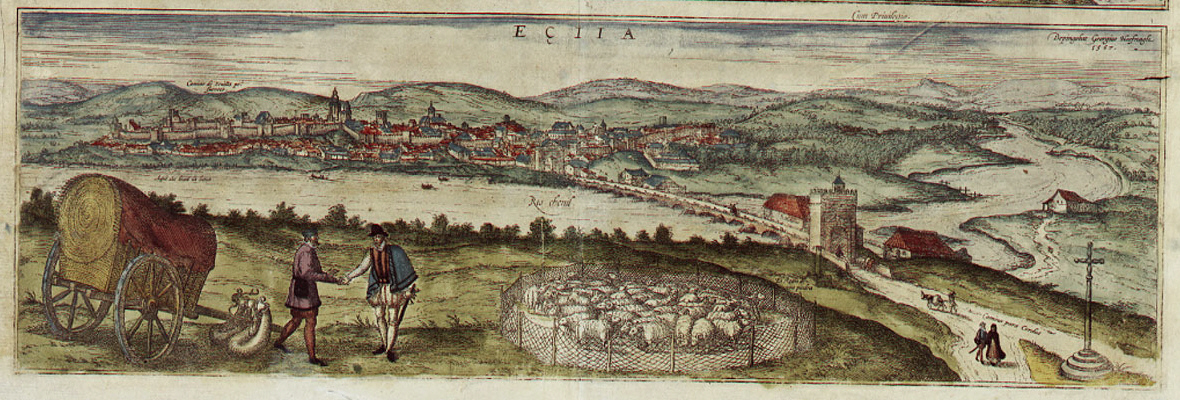
1572年のエシハ

スエビ族や西ゴート族が順にこの地域を支配し、711年以後にはイスラーム教徒のウマイヤ朝がイベリア半島に侵入した。ウマイヤ朝はアスティギをIstichchaに改称し、今日の名称であるÉcijaはIstichchaに由来する。1240年にはキリスト教徒のカスティーリャ王フェルナンド3世がこの地域の再征服（レコンキスタ）を達成した。
16世紀から17世紀にはセビリアとともに西インド諸島の貿易で繁栄した。18世紀に遡る貴族の邸宅が数多く残っており、それらの多くはおもしろい形状やパターンを持つ特徴的な建築物である。1757年の地震では多くの建物が被害を受けたが、教会はかなりの予算をかけて修復された。
アスティギはこれまでに発掘されたローマ遺跡の中で最大かつもっとも完全な状態で残っていたが、1998年にフリアン・アルバレス・ペルニア市長はローマ遺跡を整地して299台分の駐車場とすることを決定した。

## 政治
スペインでは4年ごとに地方自治体選挙が行われ、人口によって定められた数の議員と首長が選出される。スペイン国籍または欧州連合(EU)加盟国の国籍を持つ、18歳以上の全登録者が地方自治体選挙の選挙権を得る。2015年の地方自治体選挙ではスペイン社会労働党(PSOE)のダビド・ハビエル・ガルシア・オストスがエシハ市長に選出された。
| 任期      | 首長名                      | 政党 |
| --------- | --------------------------- | ---- |
| 1979–1983 | Julián Álvarez Pernía       | PA   |
| 1983–1987 |                             | PA   |
| 1987–1991 | Fernando Martínez Ramos     | PSOE |
| 1991–1995 | Fernando Martínez Ramos     | PSOE |
| 1995–1999 | Julián Álvarez Ortega       | PA   |
| 1999–2003 | Julián Álvarez Ortega       | PA   |
| 2003–2007 | Juan Wic Moral              | PSOE |
| 2007–2011 | Juan Wic Moral              | PSOE |
| 2011–2015 | Ricardo Gil-Torresano Riego | PP   |
| 2015–2019 | David Javier García Ostos   | PSOE |
| 2019–2023 | n/d                         | n/d  |
| 2023–     | n/d                         | n/d  |

## 見どころ
- サンティスマ・トリニダ・イ・プリシマ・コンセプシオン修道院（スペイン語版）
- サンタ・イネス・デル・バリェ王立修道院（スペイン語版）
- サンタ・バルバラ教会（スペイン語版）
- オスピタル・デ・ラ・コンセプシオン教会（スペイン語版）
- サンタ・マリア教会（スペイン語版）
- サン・ハメス教会
- サンタ・クルス教会（スペイン語版）
- サン・フアン・バウティスタ教会（スペイン語版）
- ペニャフロール邸（スペイン語版）
- ベナメヒ宮殿
- バリェエルモーソ邸

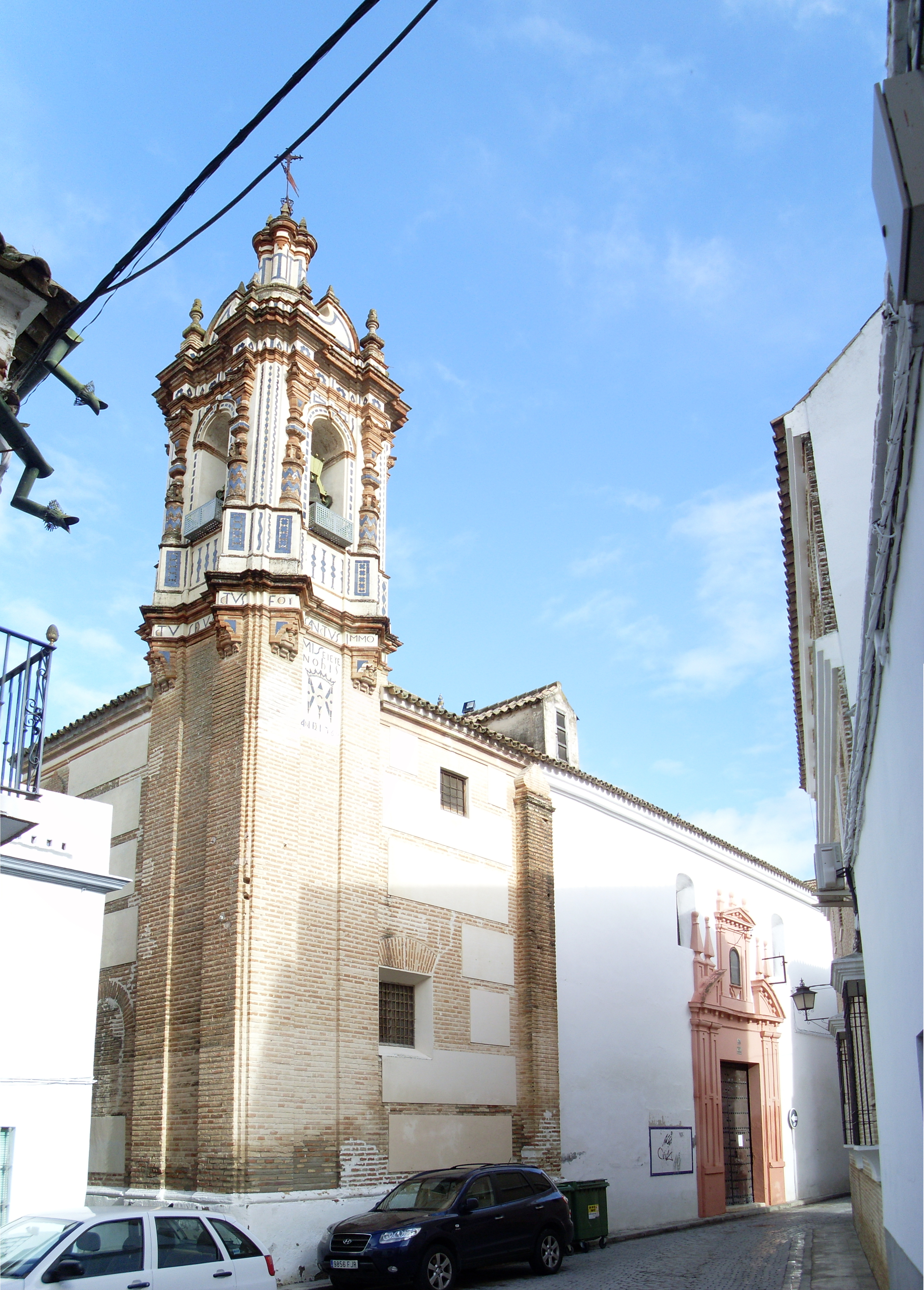
サンティスマ・トリニダ・イ・プリシマ・コンセプシオン修道院
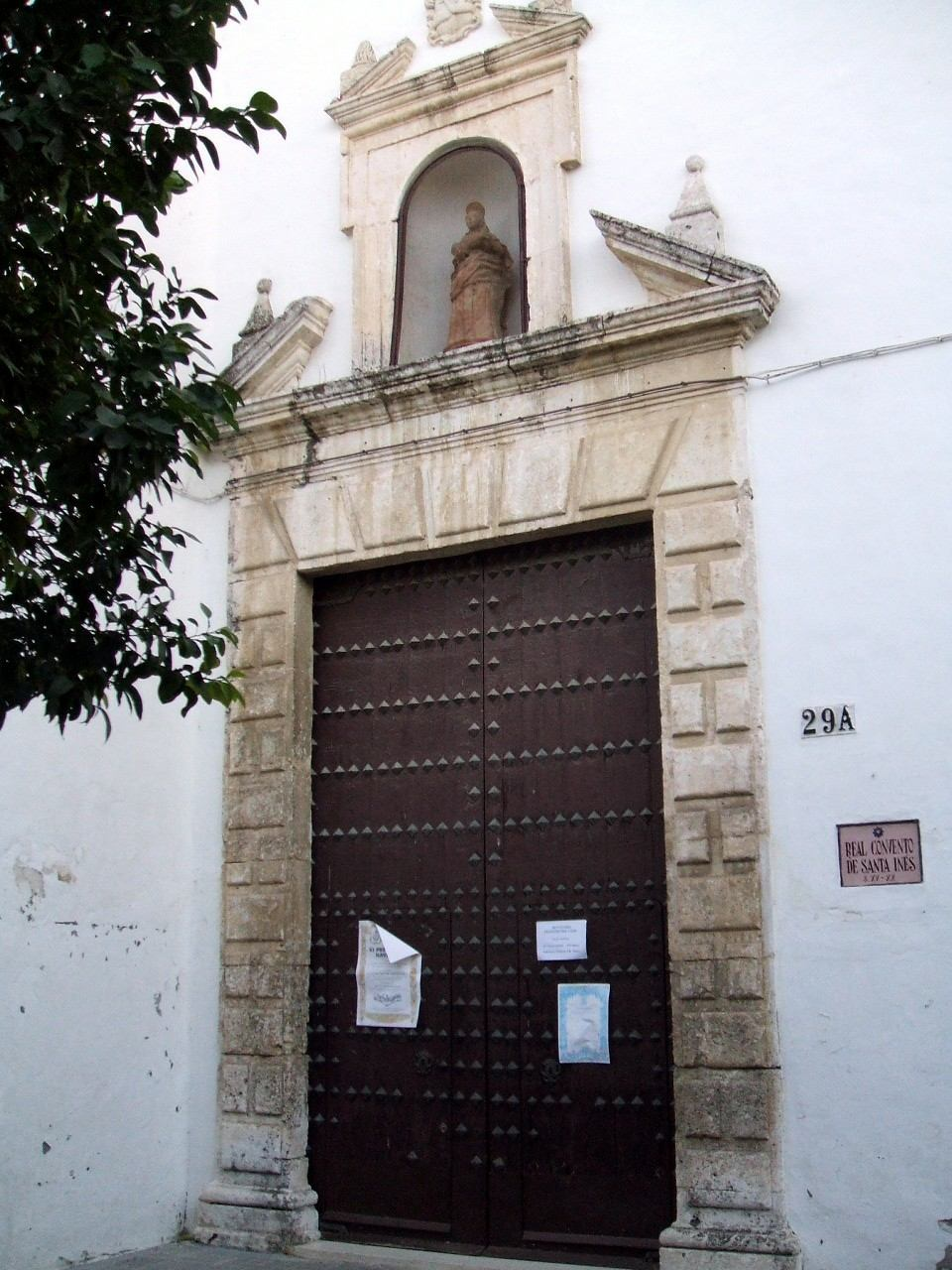
サンタ・イネス・デル・バリェ王立修道院
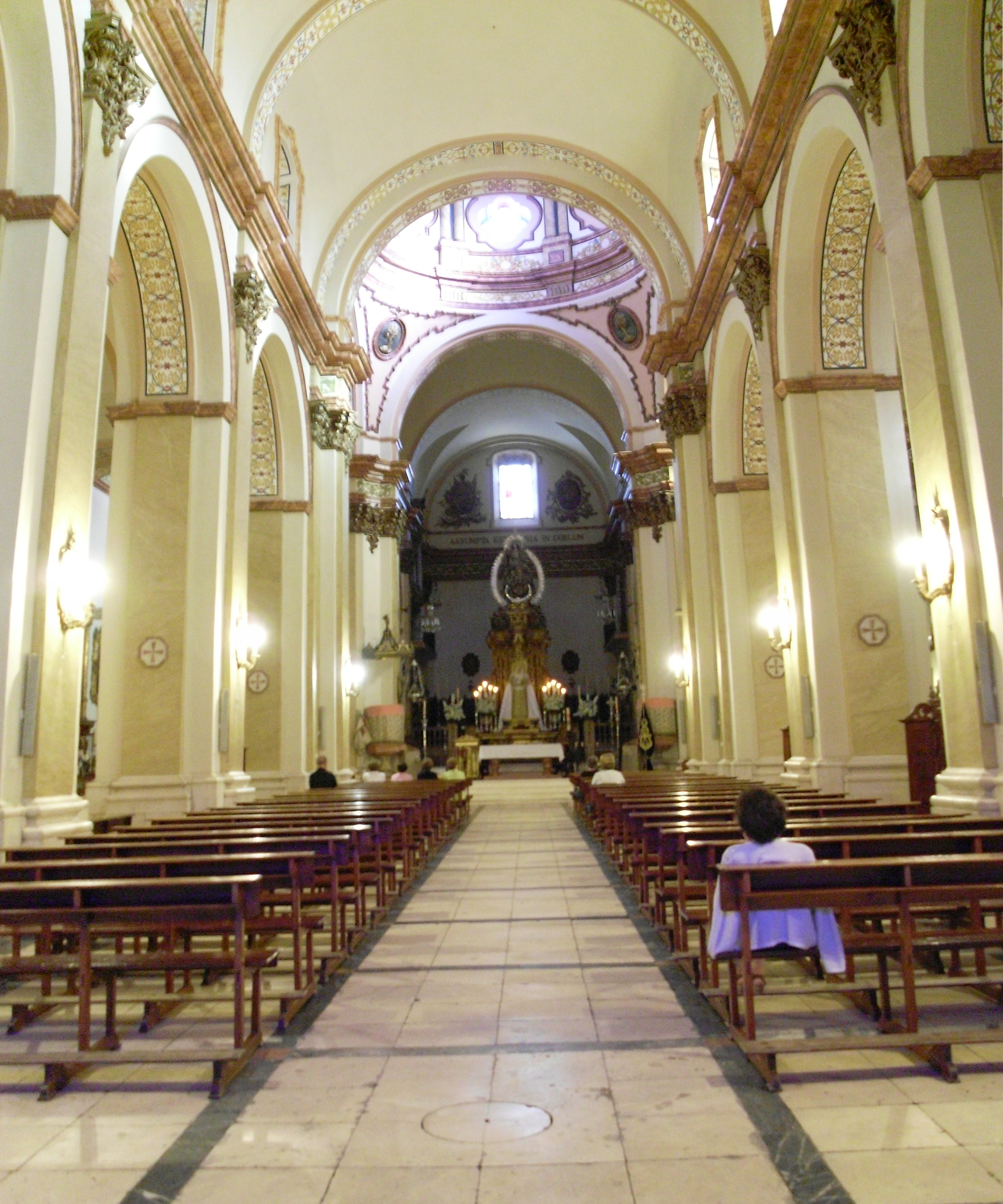
サンタ・マリア教会
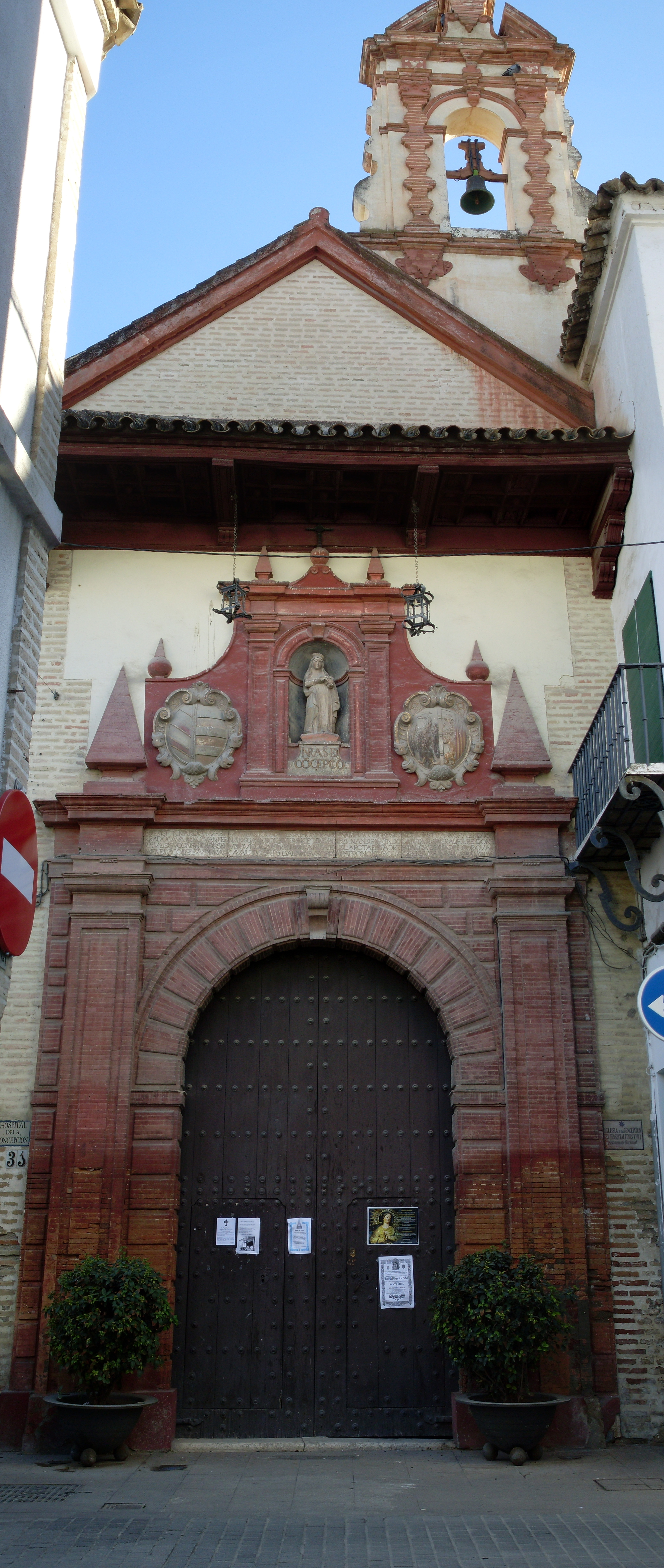
オスピタル・デ・ラ・コンセプシオン教会

## 出身者

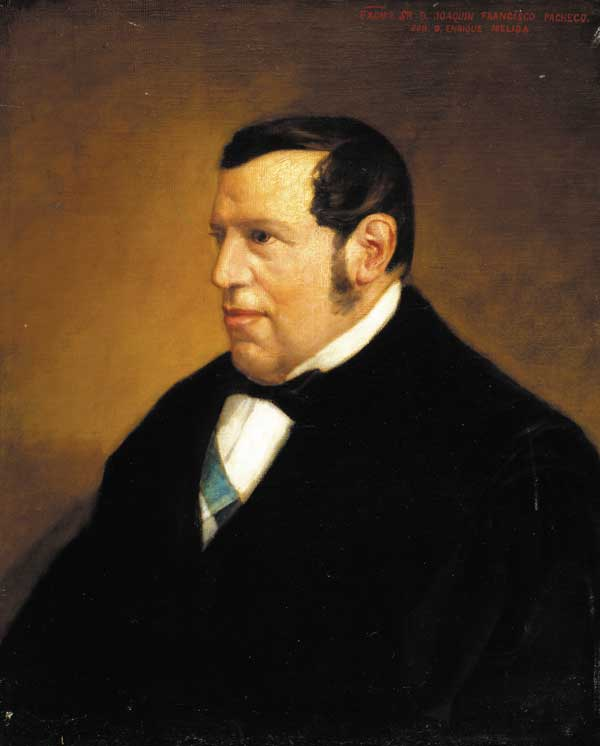
スペイン首相を務めたホアキン・フランシスコ・パチェコ

- フロレンティーナ・デ・カルタヘナ（スペイン語版）(???-612頃) : 修道女。
- フルヘンシオ・デ・カルタヘナ（スペイン語版）(???-630) : エシハ司教。
- ルイス・デ・ラ・セルダ・イ・デ・ラ・ベガ（スペイン語版）(1442頃-1501) : メディナセリ公爵。
- ガルシ・サンチェス・デ・バダホス（スペイン語版）(1460-1526) : 詩人。
- ヘロニモ・デ・アギラール (1489-1531) : コンキスタドール。
- フアン・ベルムード（スペイン語版）(1510頃-1565頃) : ルネサンス期の音楽理論家。
- ルイス・ベネガス・デ・エネストローサ（スペイン語版）(1510-1570) : 音楽理論家・オルガニスト。
- ルイス・ベレス・デ・ゲバラ（スペイン語版）(1579-1644) : 劇作家・小説家。
- フランシスコ・ヒメネス（スペイン語版）(1666-1722) : 歴史家・言語学者。
- フランシスコ・プレシアード・デ・ラ・ベガ（スペイン語版）(1712-1789) : 画家。
- フランシスコ・ディアス・デ・エシハ（スペイン語版）(1713-1748) : 修道士。
- ラファエル・マリーア・デ・アギラール（スペイン語版）(????-1806) : 統治者。フィリピン総督・ヌエヴァ・エシハ州の創設者。
- ホアキン・フランシスコ・パチェコ（スペイン語版）(1808-1865) : 政治家。スペイン首相（在任1847年）。
- ロス・シエテ・ニーニョス・デ・エシハ（スペイン語版） : 音楽バンド。1810年代。
- マヌエル・バリオス・ヒメネス（スペイン語版）(1882-1936) : 政治家。
- フェルナンド・ブリオネス・カルモナ（スペイン語版）(1905-1988) : 画家。
- アナ・マリーア・ムニョス・クストディオ（スペイン語版）(1908-1976) : 女優。
- マヌエル・ガリャルド・メンデス（スペイン語版）(1942-2014) : 労働運動家。
- クレメンテ・ドミンゲス（スペイン語版）(1946-2005) : 聖職者。ローマ教皇パウロ6世の後任を「自称」した。
- ラ・ウンガラ（スペイン語版）(1980-) : 歌手。
- ルベン・ペレス(1989-) : サッカー選手。
- ソン・デ・ソル（スペイン語版） : 音楽グループ。ユーロビジョン・ソング・コンテスト2005スペイン代表。